# Pierre Rayer
Pierre François Olive Rayer (8 de març de 1793 - 10 de setembre de 1867) va ser un metge francès nascut a Saint Sylvain. Va fer importants contribucions en els camps de l'anatomia patològica, la fisiologia, la patologia comparada i la parasitologia.
Estudià medicina a Caen, i més tard a París a l'Ecole Pratique des Hautes Etudes i a l'Hôtel-Dieu. Va ser consultor del rei Louis-Philippe.
Publicà Traité des maladies des reins i el 1850 Rayer publicà la primera descripció del bacil de l'anthrax (Inoculation du sang de rate, 1850).